# 8:18
| Оценки критиков   | Оценки критиков |
| Источник          | Оценка          |
| ----------------- | --------------- |
| About.com         | [ 5 ]           |
| Allmusic          | [ 6 ]           |
| Alternative Press | [ 7 ]           |
| HM                | [ 8 ]           |
| Melodic           | [ 9 ]           |

8:18 — пятый студийный альбом американской металкор группы The Devil Wears Prada, выпущенный 17 сентября 2013 года на звукозаписывающем лейбле Roadrunner Records.
Это первый альбом без клавишника Джеймса Бэйни (англ. James Baney) и последний альбом с участием Криса Руби (англ. Chris Rubey) и Дэниэла Уильямса (англ. Daniel Williams).
Он возглавил чарт Christian Albums и занял 20-е и 6-е места в чартах Billboard 200 и Rock Albums соответственно, продавшись объёмом в 16 000 копий за первую неделю.

## Состав
Группа сохраняет своё металкор звучание на протяжении всего альбома, хотя в треке «Care More» AllMusic отмечает влияние индастриала. ARTISTdirect также отмечает влияние хардкор-панка и хеви-метала, а Ultimate Guitar описал альбом как мелодичный металкор.
Название является аллюзией на Римлянам. 8:18.

## Отзывы

### Реакция критиков
Альбом получил в основном положительные отзывы от музыкальных критиков.
Скотт Хейзел из ежедневного музыкального журнала Alternative Press дал положительный отзыв, сказав, что альбом является «достойной записью». Критик от «HM» назвал запись «освежающей работой по самоанализу». Джейсон Лаймангровер из Allmusic заметил, что песни «более вязкие и завершенные, чем предыдущие», и назвал треки «Care More» и «In Heart» избранными треками Allmusic.

## Коммерческие показатели
Альбом дебютировал на двадцатом месте в американском чарте Billboard 200, первом месте в Christian Albums и шестом месте в Rock Albums, продавшись объёмом в 16 000 копий.
Он также занял 2-е место в Hard Rock Albums, уступив лишь альбому Hail to the King (Avenged Sevenfold).
На второй неделе альбом опустился на 105-е место в Billboard 200 (3 000 копий), а на третьей неделе альбом опустился на 169-е место (2 000 копий). По состоянию на октябрь 2016 года, альбом был продан в США в количестве 50 000 копий.

## Список композиций
| №                   | Название            | Длительность |
| ------------------- | ------------------- | ------------ |
| 1.                  | «Gloom»             | 3:45         |
| 2.                  | «Rumors»            | 3:02         |
| 3.                  | «First Sight»       | 3:34         |
| 4.                  | «War»               | 3:02         |
| 5.                  | «8:18»              | 2:13         |
| 6.                  | «Sailor's Prayer»   | 3:52         |
| 7.                  | «Care More»         | 3:15         |
| 8.                  | «Martyrs»           | 3:28         |
| 9.                  | «Black & Blue»      | 3:48         |
| 10.                 | «Transgress»        | 3:35         |
| 11.                 | «Number Eleven»     | 3:15         |
| 12.                 | «Home for Grave»    | 3:25         |
| 13.                 | «In Heart»          | 3:27         |
| Общая длительность: | Общая длительность: | 43:39        |

| №   | Название                                | Длительность |
| --- | --------------------------------------- | ------------ |
| 14. | «Sailor's Prayer» (Chris Rubey Remix)   | 3:23         |
| 15. | «Number Eleven» (Jonathan Gering Remix) | 3:45         |

## Участники записи

### Состав группы
- Дэниэл Уильямс (англ. Daniel Williams) — ударные
- Энди Трик (англ. Andy Trick) — бас-гитара
- Крис Руби (англ. Chris Rubey) — соло-гитара, бэк-вокал
- Джереми ДеПойстер (англ. Jeremy DePoyster) — ритм-гитара, чистый вокал, ведущий вокал и фортепиано в «Care More»
- Майк Граника (англ. Mike Hranica) — ведущий вокал, дополнительная гитара

## Позиции в чартах
| Чарт (2013)                           | Наивысшая позиция |
| ------------------------------------- | ----------------- |
| США (Billboard 200)                   | 20                |
| США (Billboard Christian Albums)      | 1                 |
| США (Billboard Top Hard Rock Albums)  | 2                 |
| США (Billboard Top Rock Albums)       | 6                 |
| США (Billboard Top Tastemaker Albums) | 20                |